# 勝木敦志
勝木 敦志（かつき あつし、1960年3月17日 - ）は、日本の実業家。アサヒグループHD代表取締役社長。

## 略歴
父は室蘭工業大学教授を務める物理学者、母は北海道岩見沢市で酒屋を経営していた。1984年、青山学院大学経営学部卒業後、ニッカウヰスキー入社、財務・営業・経営企画・輸出などに従事。アサヒビール（現・アサヒグループホールディングス）によるニッカウヰスキーの完全子会社化に伴い、2001年アサヒビールに入社。M&A、国際事業の責任者などを歴任し、日本・アジア・オセアニアでの事業拡大と成長に向けた多くのM&Aプロジェクトを牽引した。
2011年から、オセアニア地域統括会社のCEOを5年半つとめ、買収後の経営基盤を構築し成長戦略を推進した。2017年アサヒグループホールディングス取締役兼執行役員、2019年CFO、2021年に社長兼CEOに就任。日本、欧州、オセアニア、東南アジアの4地域を中心に世界で事業展開するアサヒグループの経営をリードしている。
2024年4月代表取締役社長 兼 Group Chief Executive Officerに就任。